# Joubert Araújo Martins
Joubert Araújo Martins, conegut com a Beto, (Cuiabá, Brasil, 7 de gener de 1975) és un exfutbolista brasiler. Va disputar 12 partits amb la selecció del Brasil.